# Benemérito Cuerpo de Bomberos de Guayaquil
El Benemérito Cuerpo de Bomberos de Guayaquil (originalmente Bomberos de Guayaquil, o abreviado BCBG) es el cuerpo de bomberos oficial de la ciudad de Guayaquil, y tiene la responsabilidad de proteger a los ciudadanos y sus bienes de los incendios en toda el área metropolitana de la ciudad, proporcionando servicios médicos de emergencia, técnicas de rescate, así como primera respuesta ante riesgos biológicos, químicos y radiactivos.
Esta institución sin fines de lucro, tuvo sus orígenes en el período colonial del país debido a la gran cantidad de incendios en la ciudad. Fue fundada oficialmente en 1835, lo que convierte a esta institución en el cuerpo de bomberos más antiguo de todo el continente americano.

## Organización
El BCBG, al igual como la mayoría de otros cuerpos de bomberos en el Ecuador, está constituido de forma similar a una unidad militar. El organigrama del cuerpo de bomberos guayaquileño está dividido en cuatro niveles, comenzando por la cúpula gobernante, hasta el nivel desconcentrado correspondiente a la formación bomberil. El máximo órgano rector de la institución es el «Honorable Consejo de Administración y Disciplina», del cual se desprenden el cargo de «primer jefe» como primera persona responsable del cuerpo y jefe de operaciones, así como su suplente con el cargo de «segundo jefe».
En su segundo nivel, el BCBG comprende a las brigadas bomberiles, las divisiones especializadas, una central de alarmas, una dirección de ingeniería, y una dirección de prevención de incendios. Existen seis brigadas bomberiles en el área del cantón, mientras que las divisiones especializadas comprenden la de ambulancias, rescates, materiales peligrosos, control rural y control fluvial.
El tercer nivel es de habilitantes, en la cual se enmarcan las diferentes direcciones como las administrativa, financiera, de talento humano, tecnológica, de asesoría jurídica, auditoría interna, de comunicación social, la administración del museo y la secretaría general. Finalmente en el nivel desconcentrado está la administración de la Academia de Bomberos.

## Historia

### Antecedentes
A través de la historia, la ciudad de Guayaquil, en su calidad de puerto y localidad del litoral, tuvo que soportar con innumerables incendios debido a que las construcciones típicas consistían de materiales inflamables como madera, balsa, y demás. En el período colonial —que se extendió desde la propia fundación de la ciudad en 1534, hasta el inicio de su proceso de independencia en 1820— en Guayaquil se produjeron importantes incendios que devastaron sectores enteros de la ciudad. Uno de los más importantes incendios fue el denominado Fuego Grande del 5 de octubre de 1896 a las 23:40 horas que arrasó con la mayor parte del poblado.
Durante este período, los incendios fueron parcialmente combatidos con la colaboración de vecinos agrupados en largas filas que transportaban cubetas de agua llamadas capachos, siendo este modo casi inefectivo. La falta de una institución especializada llevó a que —según algunos historiadores— el propio gobernador Juan Antonio Zelaya ayudara en la labor de lucha contra incendio en una ocasión. En 1774 se propagó un incendio de gran tamaño en el barrio del Astillero, el cual pudo ser combatido gracias a un chorro de agua impulsado por una bomba instalada desde la fragata de guerra «La Liebre», que se encontraba por la ciudad a por provisiones, hecho que acaparó la atención de los pobladores.
Ante esta realidad, en 1778 el gobernador Ramón García de León y Pizarro propuso ante los vecinos de la localidad la creación de un fondo especial destinado a la adquisición de una «bomba para apagar fuegos». La propuesta fue acogida por un grupo de ciudadanos de mayores recursos económicos, liderados por Silvestre Gorostiza y Villamar. La máquina fue importada desde España a un costo de 3.796 pesos y otros 830 por el traslado. La llegada de la bomba a la ciudad hizo cambiar la modalidad de lucha contra el fuego, sin embargo, esta maquinaria no abastecería por sí misma para la labor que fue comprada.
A pocos años más tarde, Guayaquil contó con cuatro bombas adicionales, y para 1788, el señor Jacinto de Bejarano —tío de Vicente Rocafuerte— formó una lista de vecinos que fungirían como los primeros voluntarios especializados en el combate contra los incendios en la ciudad. Estos voluntarios fueron conocidos como «apagafuegos».

### Creación del Cuerpo de Bomberos
El 21 de agosto de 1831, siendo presidente Juan José Flores, se dictaron los primeros reglamentos para conformar el Cuerpo de Bomberos de Guayaquil.
Los vecinos voluntarios denominados «apagafuegos» constituyeron una institución informal, no profesional que sirvió a la ciudad de Guayaquil durante los primeros años del Estado del Ecuador. Sin embargo, con el crecimiento de la urbe y la mayor demanda de efectivos encargados de esta labor, conllevó a que se funde el «Cuerpo de Bomberos» de la ciudad el 17 de agosto de 1835 por el doctor Vicente Rocafuerte, en el cargo de la presidencia de la República.
Finalmente, con el pasar de los años la institución se constituyó como de gran ayuda para la población guayaquileña, por lo cual, en 1926 el presidente Isidro Ayora Cueva declaró a los 10 de octubre de cada año como de «magna celebración», instaurándose así el Día Nacional del Bombero, en reconocimiento a la labor desinteresada del voluntariado que lo conformaba.
A partir del 25 de octubre de 1930 se le otorgó el título de «Benemérito», por decreto del Congreso Nacional del Ecuador, presidido por Alfredo Baquerizo Moreno en la Cámara de Senadores y por Manuel A. Navarro en la Cámara de Diputados.
El 12 de marzo de 1982 se decide crear un museo el cual se decidió el nombre de: Museo del Bombero Ecuatoriano "Jefe Félix Luque Plata", en honor al primer jefe que inauguró la planta, pero el museo como tal no abriría sus puertas sino hasta su inauguración el 25 de julio de 1982.

## Primeros Jefes

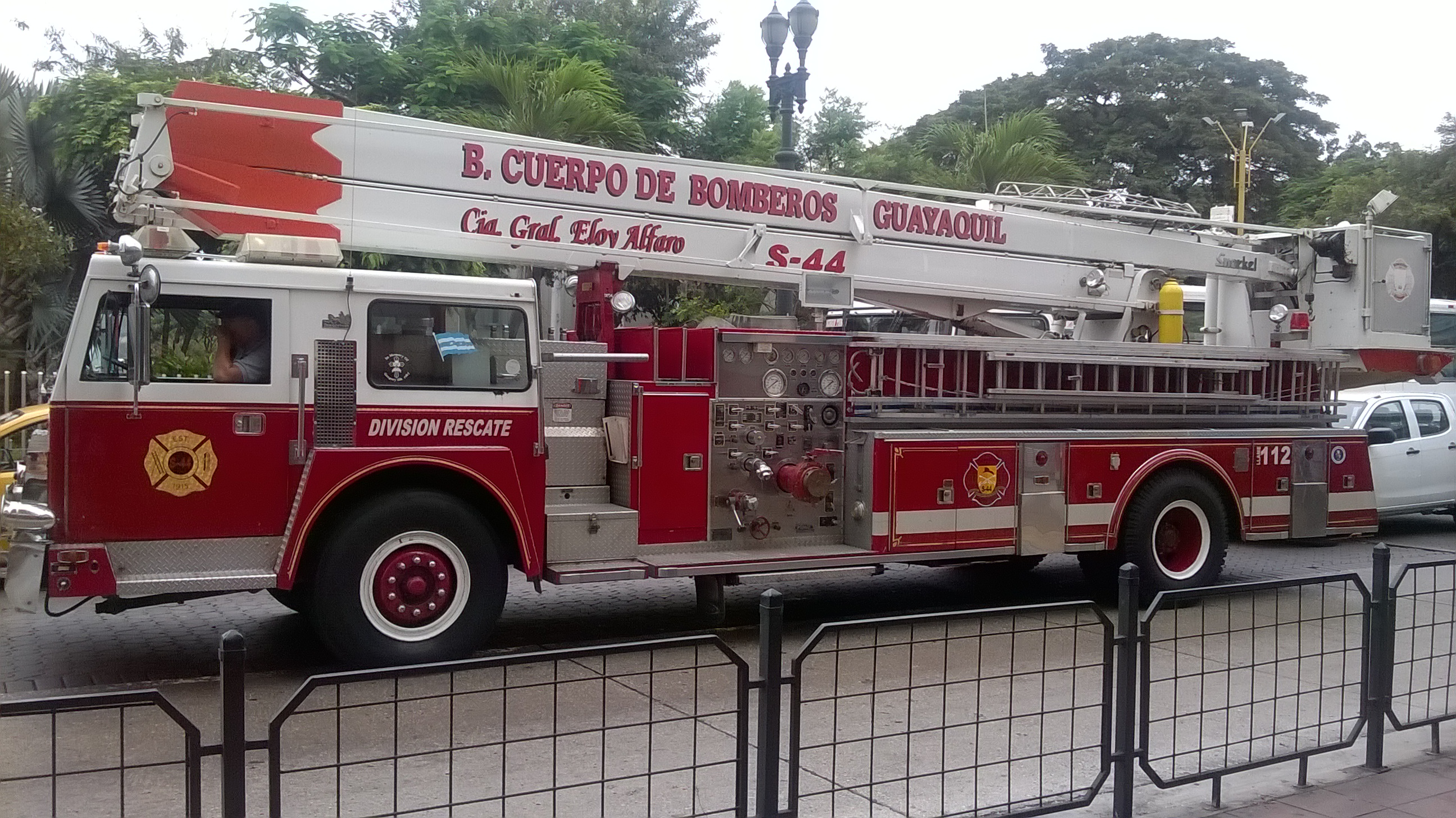
Coche del Cuerpo de Bomberos de Guayaquil

- Manuel Tama
- Manuel Bravo
- Miguel Cornejo
- Guillermo Gellibert
- Juan Solines
- Eduardo Wright
- Aurelio Aspiazu
- Federico Rivera
- Rafael T. Caamaño
- Clemente Ballén
- Antonio La Mota
- Juan Pablo Cali
- Modesto Chávez Cora
- Juan Gregorio Sánchez
- Enrique Baquerizo Moreno
- Isidro M. Suárez
- Félix Luque Plata
- Miguel G. Hurtado
- Geo Chambers Vivero
- Alejandro Vergara
- Eduardo López
- Manuel Díaz Granados
- Aurelio Carrera Calvo
- Asisclo G. Garay
- Juan Ycaza Laforgue
- Julio César Rumbea